# Tozo
Mariel Everton Cosmo da Silva, mais conhecido como Tozo, (Palmares, 15 de agosto de 1980), é um ex-futebolista brasileiro que atuava como volante.

## Carreira
Iniciou sua carreira futebolista no Central-PE. Jogou pelo Sergipe em 2004. e no mesmo ano se transferiu para o Mogi Mirim.

### Náutico
Jogou o brasileiro de 2005 e toda temporada 2006 pelo Náutico, ajudando o clube a voltar a Serie A após 12 anos.
Tozo participou em 2005 da fatídica Batalha dos Aflitos, um dos episódios mais marcantes da história do futebol brasileiro.

### Turquia
Deixou Náutico e foi jogar no futebol Turco. Passando por Gençlerbirliği, Hacettepe S.K e Karabükspor.  
Fez uma excelente temporada em 2007 pelo Gençlerbirligi, chegando a despertar o interesse do todo poderoso Galatasaray. O atleta jogou na Turquia por cinco anos.

### Retorno ao Náutico
Após passar cinco anos na Turquia, o atleta volta ao Brasil e em fevereiro de 2012, é anunciado como reforço do clube pernambucano, clube que havia defendido em 2005 e 2006.

### Brasiliense
Em maio de 2012, sem espaço no Náutico, é anunciado como reforço do Brasiliense para disputa da Série C.
| “ | Sempre ouvi dizer que o Brasiliense é uma equipe bem estruturada. Espero acrescentar qualidade ao grupo, e com trabalho forte e humildade, atuar na equipe principal. | ” |

### Santa Cruz
Em dezembro de 2012, é anunciado como reforço do Santa Cruz para a temporada 2013. O jogador assina com o clube da "Cobra Coral" até o fim do ano.
Após voltar do futebol Turco, não conseguiu se firmar nas equipes anteriores do Náutico e Brasiliense. E em entrevista ao site do clube, disse:
| “ | No Náutico, já havia uma equipe formada quando cheguei e não consegui meu lugar na equipe. No Brasiliense, foi uma passagem muito rápida e não deu pra mostrar tudo que eu podia. Agora é esquecer e focar no Santa Cruz, afirmou. | ” |

O Santa Cruz foi o último clube profissional da carreira do jogador.

## Títulos
Santa Cruz
- Campeonato Pernambucano: 2013